# Un paseo aleatorio por Wall Street
Un paseo aleatorio por Wall Street (en inglés, A Random Walk Down Wall Street), escrito por Burton Malkiel, un economista de la Universidad de Princeton, es un conocido libro sobre el mercado de valores que popularizó la teoría del paseo aleatorio. Su autor redactó una secuela más sencilla titulada The Random Walk Guide to Investing: Ten Rules for Financial Success.

## Técnicas de inversión
Malkiel examina algunas técnicas de inversión populares, como el análisis técnico y el análisis fundamental, a la luz de los estudios de investigación académica sobre estos métodos. A través de un análisis detallado, señala fallas significativas en ambas técnicas, concluyendo que, para la mayoría de los inversores, seguir estos métodos producirá resultados inferiores en comparación con las estrategias pasivas.
El autor sigue con una crítica similar a los métodos de selección de fondos mutuos administrados activamente en función de los rendimientos anteriores. Cita estudios que indican que los fondos mutuos administrados activamente varían mucho en sus tasas de éxito a largo plazo, a menudo con un rendimiento inferior en los años posteriores a sus éxitos, por lo que retroceden hacia la media. Malkiel sugiere que, dada la distribución de los rendimientos de los fondos, es estadísticamente improbable que un inversor medio seleccione esos pocos fondos de inversión que superarán a su índice de referencia a largo plazo.